# الخوف من القيء

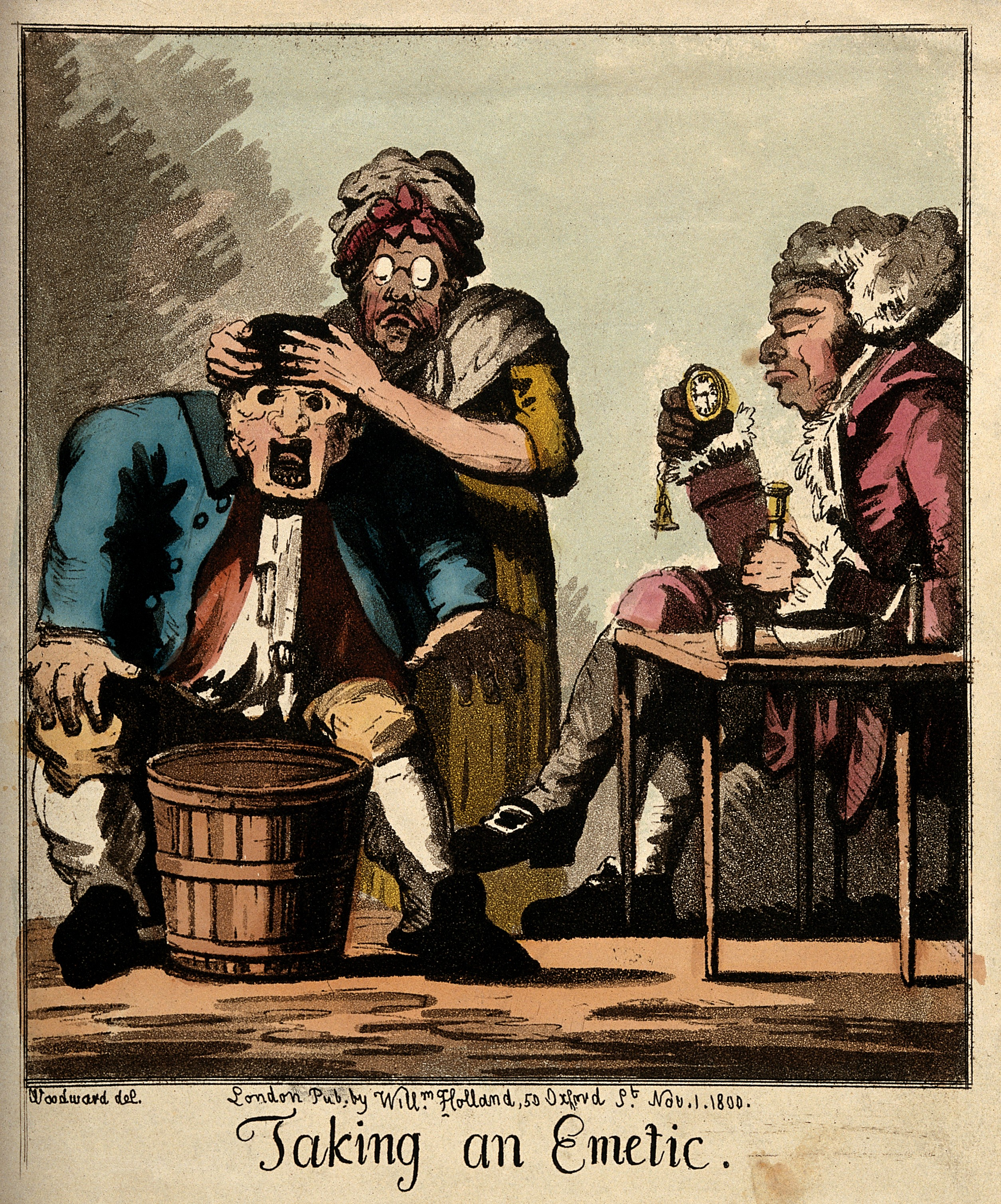

رهاب القيء (إيميتوفوبيا) هو حالة رهاب شديدة تنتج عن قلق يتعلق بالتقيؤ. هذا الرهاب المحدد يمكن أن يشمل فئات فرعية من القلق والخوف كالخوف من التقيؤ في الأماكن العامة أو الخوف من رؤية القيء أو الخوف من مشاهدة حالة تقيؤ أو الخوف من الإصابة بغثيان.
حتى مجرد التفكير في شخص يتقيأ قد يتسبب في ممارسة الشخص الذي يعاني من هذا الرهاب سلوكيات غريبة لتجنّب الموقف وقد يسبب هذا الأمر تهديداً، فقد يبذل جهداً كبيراً لتجنب وضع محتمل قد ينظر إليه على أنه تهديد.
ثمة حالات يكون لدى الشخص المصاب «غريزة» للهروب وتجنب وضع الخوف هذا، وهذا قد يعني أن التصرّف الغريزي قد ينقذ الشخص من حالات إصابة محتملة أو وشيكة كما في حالات انتشار وباء كإيبولا وفيروسات مهددة أخرى.
سريرياً، تعتبر المعلومات والمعطيات عن مرض الخوف من القيء «صعبة المنال» لأن عدد الأبحاث التي نشرت عنه قليل. فهذا النوع من الرهاب لا يلقَ اهتماماً كافياً كما أنواع الرهاب الأخرى.
لا يقتصر هذا الرهاب على عمر معين أو على مستوى نضج معين. فقد يعاني الفرد منه في مراحل الطفولة والمراهقة والبلوغ.